# برتا ۹۲
برتا ۹۲ (به انگلیسی: Beretta 92) که همچنین با نام‌های برتا ۹۶ و برتا ۹۸ نیز شناخته می‌شود یک پیستول نیمه‌خودکار ۹ میلی‌متری است که توسط شرکت برتا ایتالیا تولید می‌شود. ارتش ایالات متحده آمریکا در سال ۱۹۸۵ پیستول برتا ۹۲ اف‌اس را جایگزین پیستول کلت ام۱۹۱۱ با نام M9 کرد.